# Dry the River
Dry the River (рус. "Высуши реку") — английская фолк-рок группа, образованная в 2009 году в Стратфорде, районе восточного Лондона.

## История группы
Чтобы полностью посвятить своё время музыке, участники группы поселились в одном доме с двумя спальнями, что оказалось хорошей возможностью для репетиций и записи своего материала. Поначалу группа играла на разогреве у таких исполнителей, как Джонни Флинн, Plan B и Two Door Cinema Club. В апреле 2010 года Dry the River стала хедлайнером фестиваля Luminaire в Килберне. После этого группа активно гастролировала по Великобритании, а также по странам Европы и Северной Америки. После двух мини-альбомов и значительной радиоподдержки BBC Introducing, группа подписала контракт с лейблом Transgressive Records.
В марте 2011 года вышел дебютный сингл «No Rest». В этом же месяце Dry the River выпустила серию футболок для компании Yellow Bird Project, которая сотрудничает с инди-группами для сбора денег на благотворительные цели. Прибыль от продажи футболок была направлена организации Asylum Aid, оказывающей юридическую помощь лицам, ищущим политическое убежище в Великобритании. Для продвижения серии группа сняла видео в четырёх частях под названием «YBP Wilderness Sessions».

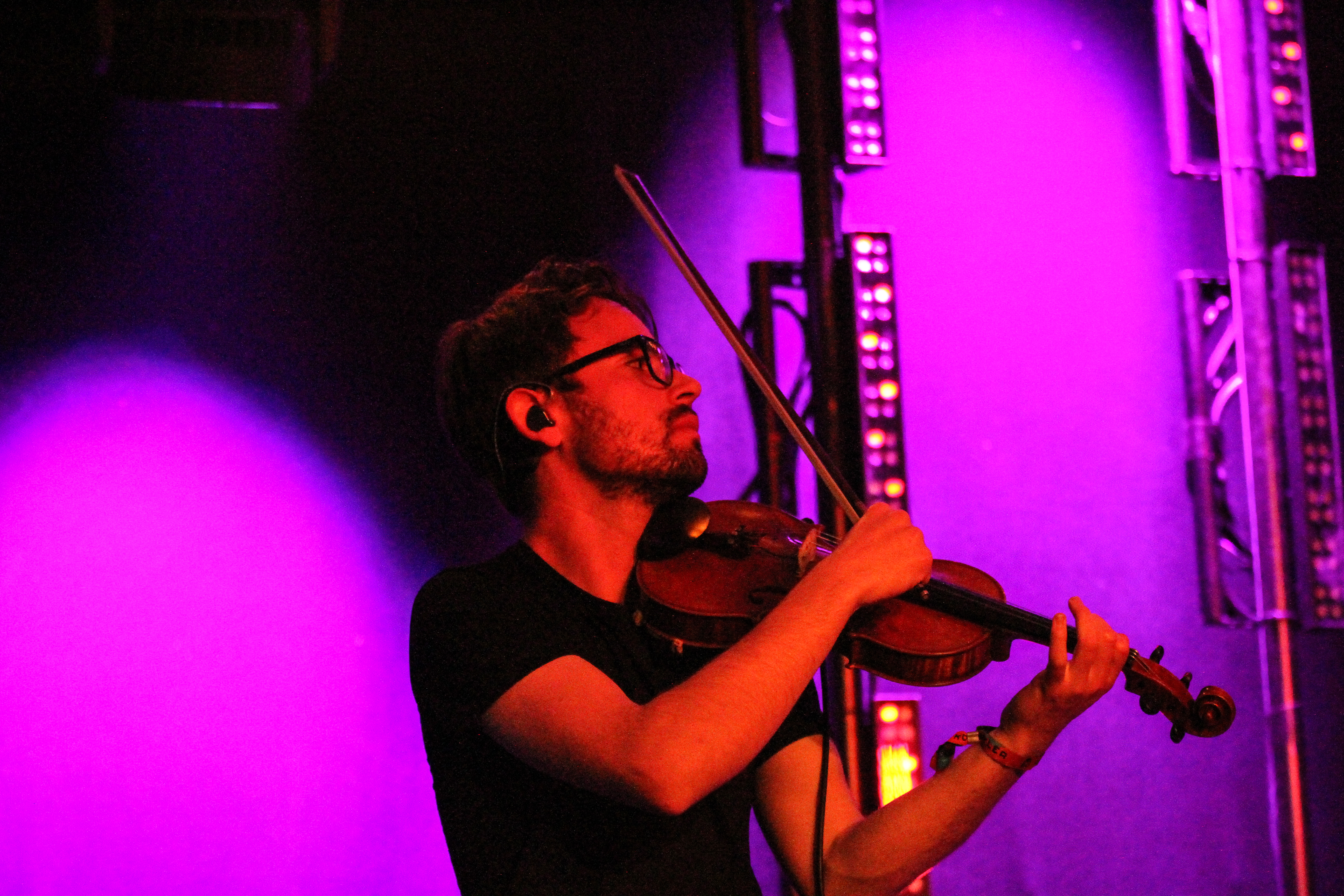
Уилл Харви

В 2011 году группа выступала на ряде фестивалей, в том числе на  Гластонбери, The Great Escape, ITunes Festival, Latitude, Summer Sundae, Green Man, Bestival и Рединг и Лидс. По итогам года группа попала в лонг-лист опроса Sound of 2012, проводимого BBC.
«Shallow Bed», дебютный альбом группы, записывался в Бриджпорте, Коннектикут. Его продюсером выступил Питер Кэйтис, работавший с Jónsi, группами Interpol и The National. В Великобритании альбом вышел 5 марта, а в США 17 апреля 2012 года.
На протяжении 2012 года группа играла на фестивалях в Европе (Roskilde, Underage, 2000 Trees, Open'er) и Северной Америке (Sasquatch, Lollapalooza, Austin City Limits Music Festival). В ноябре группа совместно с пивоварней «Signature Brew» выпустила ограниченный тираж пива под названием «Mammoth». 17 декабря 2012 года была издана акустическая версия дебютного альбома.

## Критика
Пол Лестер из The Guardian сравнил группу с другими лондонцами Mumford & Sons, охарактеризовав творчество Dry the River как «привязчивые полуакустические песенки с намёком на пасторальность».

## Участники
- Питер Лиддл − вокал, гитара, теноргорн
- Мэтью Тейлор − бэк-вокал, клавиши, гитара
- Скотт Миллер − бэк-вокал, бас, перкуссия
- Джон Уоррен − ударные, перкуссия
- Уилл Харви − клавиши, скрипка, альт, мандолина

## Дискография

### Студийные альбомы
- «Shallow Bed» (5 марта, 2012)
- «Alarms in the Heart» (25 августа 2014)

### Синглы
- "New Ceremony" (2011)
- "No Rest" (11 марта, 2011)
- "Weights and Measures" (11 ноября, 2011)
- "The Chambers and the Valves" (24 февраля, 2012)
- "New Ceremony" (16 апреля, 2012)
- "Zaytoun" (2013)